# 中岳晴香
中岳 晴香（なかたけ はるか、1986年5月31日 - ）は中国出身の日本の元女子バスケットボール選手である。ポジションはセンター。民族名は岳 婷（ユエ・ティン）。旧登録名は岳 亭（がく てい）。190cm、82kg。

## 人物
市立柏高校に留学していた際に勧められてバスケットボールを始め、2、3年次にはインターハイに出場。
大阪人間科学大学進学後もインカレを経験。
卒業後の2009年、将来の日本国籍取得を前提に富士通に入社。2009年の選手登録ルール改正より始まった国籍変更申請中の外国人選手への特例の第1号となった。Wリーグ 2010-11より公式戦出場が可能になる。日本国籍取得に伴い登録名のファーストネームを「婷」から「亭」に、本名を中岳晴香に改名。
2013-14シーズンより本名を登録名とする。シーズン途中で引退。

## 経歴
- 市立柏高校 - 大阪人間科学大学 - 富士通（2009年〜2013年）